# 寡妇年
寡妇年又稱盲年，是指農曆年份中不包含立春的年份。农历采取19年分7个闰月，导致有些農历年中没有“立春”，一年之中无“立春”，即无阳气来临。无阳为孤阴，不生。于人，无阳，即无男相配，自然就是寡妇。傳統上認為寡婦年不利嫁娶。
农历乙酉无立春，南方称“盲年”，北方称“寡妇年”，是指某年在整一年中农历上都没有立春，一年之中无“立春”，即无阳气，无阳即无男相配，“寡妇年”由此而来。
农历最初是按照月亮的圆缺变化规律制定出来的，全年共354-355天。而阳历则是按地球绕太阳公转的规律制定的，一年是365.24天。那么农历和阳历对于一年的总天数就有了分歧，为了使两种历法的时间大致吻合，早在春秋战国时就开始修改农历，采用了“十九年七闰月”的办法：就是在19年中插入7个闰月，闰年有了13个月，农历的闰年就有383-384天，这样一改，阴历就多了19天，阴历阳历终于基本吻合，从此可以有条不紊地周而复始。改过之后阴阳是平衡了，但是又出现了新的情况。立春通常在春节的后面。但是经过农历“十九年七闰月”的调整之后，有的年份立春可能会在春节的前面，这样就造成了上一年双春，而后一年无春的现象，就出现了“寡妇年”。